# Централна Америка
Централна Америка (енгл. Central America, географски појам који користе Уједињене нације у својој категоризацији геополитичких подрегија) је регион Северне Америке и у оквиру ње Средње Америке, налази се између јужне границе Мексика и северозападне границе Колумбије у Јужној Америци. Неки географи класификују Централну Америку као велики земљоуз, и у овом погледу она понекад укључује део Мексика источно од Земљоуза Тевантепек, тј. мексичке државе Чијапас, Табаско, Кампече, Јукатан и Кинтана Ро.
Централна Америка стога има површину од око 521.876  са ширином између Тихог океана и Карипског мора од око 560 km до око 50 km.

## Природне одлике

### Геологија
Геологија Централне Америке је активна, са вулканским ерупцијама и земљотресима који се дешавају с времена на време. 1931. и 1972. године, земљотреси су опустошили Манагву, главни град Никарагве. Плодна земљишта због вулканске лаве су омогућила да се одржи велика густина становништва у пољопривредно продуктивним пределима на високим надморским висинама.

### Клима
Средња годишња количина падавина креће се у распону 3.000 - 6.000 mm. Будући да се налази на удару пасата, карипска обала и источне падине планина примају два пута више падавина од пацифичких обала Централне Америке. Количину падавина на пацифичкој обали снижава хладна Калифорнијска морска струја. Крајем лета и током јесени, Централна Америка је изложена разорном дејству тропских циклона - урагана.
Као најужи део Америка, Централна Америка је место где се налази Панамски канал као и предложени, али никада завршени Канал Никарагве.

## Биодиверзитет
Централна Америка је део Мезоамеричког биодиверзитетског појаса и она поседује 7% укупног светског биодиверзитета. Пацифичка миграторна рута је главни пут којим се крећу птице у Америкама, простире се правцем север-југ и иде од Аљаске до Огњене земље. Због левкастог облика копнене масе, птице селице се могу видети у веома великим концентрацијама у Централној Америци, посебно у пролеће и у јесен. Као мост између Северне и Јужне Америке, Централна Америка има много врста из неарктичке и неотропске екозоне. Међутим, јужне земље (Коста Рика и Панама) имају већи биодиверзитет него северне (Гватемала и Белизе), док државе у централном делу региона (Хондурас, Никарагва, Салвадор) имају најмањи биодиверзитет.
Биодиверзитет у Централној Америци (број различитих врста терестријалних кичмењака и васкуларних биљака)
| Држава    | Број врста водоземаца | Број врста птица | Број врста сисара | Број врста гмизаваца | Укупан број врста терестријалних кичмењака | Број врста васкуларних биљака | Биодиверзитет |
| --------- | --------------------- | ---------------- | ----------------- | -------------------- | ------------------------------------------ | ----------------------------- | ------------- |
| Белизе    | 46                    | 544              | 147               | 140                  | 877                                        | 2894                          | 3771          |
| Костарика | 183                   | 838              | 232               | 258                  | 1511                                       | 12119                         | 13630         |
| Салвадор  | 30                    | 434              | 137               | 106                  | 707                                        | 2911                          | 3618          |
| Гватемала | 133                   | 684              | 193               | 236                  | 1246                                       | 8681                          | 9927          |
| Хондурас  | 101                   | 699              | 201               | 213                  | 1214                                       | 5680                          | 6894          |
| Никарагва | 61                    | 632              | 181               | 178                  | 1052                                       | 7590                          | 8642          |
| Панама    | 182                   | 904              | 241               | 242                  | 1569                                       | 9915                          | 11484         |

## Становништво
Амерички земљоуз или Централна Америка наставља се на Мексико и пружа се до Панамског канала који раздваја Северну од Јужне Америке. Састоји се од седам држава које су, осим Панаме и Белиза, независност избориле врло рано - у првој половини 19. века. Међутим, због честих унутрашњих сукоба, државних удара и спољашњег неколонијалног утицаја, то подручје је све до данас остало политички врло немирно. Земље Америчког земљоуза у целини су гушће насељене од Мексика, али реше од Антилске Америке. Међу појединим земљама има великих разлика, од ретко насељеног Белиза (12 становника по km²) до пренасељеног Салвадора (320 становника по km²).
Постојала је савезна држава Централна Америка у раном 19. веку, која се састојала од садашњих независних држава Гватемале, Хондураса, Салвадора, Никарагве и Костарике (и дела модерне мексичке државе Чијапас). Позната је и као Уједињене Провинције Централне Америке или Сједињене Државе Централне Америке.
Становништво Централне Америке врло је сложено због дуготрајног заједничког живота и мешања староседелаца Индијанаца с европским досељеницима и доведеним црнцима и њиховим потомцима, преовлађују местици (мешанци Индијанаца и белаца), изузетак је Костарика где преовлађују белци.

## Демографија
Према процени из 2018. године, Средња Америка има 47.448.333 становника. Са површином од 523.780 km², она има густину насељености од 91 ст. по km².
| Држава    | Површина (km²) | Популација (2018) | Густина насељености (по km²) | Престоница       | Службени језик | Показатељ хуманог развоја |
| --------- | -------------- | ----------------- | ---------------------------- | ---------------- | -------------- | ------------------------- |
| Белизе    | 22.966         | 383.071           | 13                           | Белмопан         | Енглески       | 0,732 Висок               |
| Костарика | 51.100         | 4.999.441         | 82                           | Сан Хосе         | Шпански        | 0,763 Висок               |
| Салвадор  | 21.040         | 6.420.746         | 292                          | Сан Салвадор     | Шпански        | 0,680 Средњи              |
| Гватемала | 108.890        | 17.247.849        | 129                          | Гватемала (град) | Шпански        | 0,628 Средњи              |
| Хондурас  | 112.090        | 9.587.522         | 67                           | Тегусигалпа      | Шпански        | 0,617 Средњи              |
| Никарагва | 130.373        | 6.465.501         | 44                           | Манагва          | Шпански        | 0,614 Средњи              |
| Панама    | 78.200         | 4.176.869         | 44                           | Панама (град)    | Шпански        | 0,765 Висок               |
| Укупно    | 523.780        | 47.448.333        | 80                           | -                | -              | -                         |

| Град                 | Држава    | Популација | Година цензуса | % националне популације |
| -------------------- | --------- | ---------- | -------------- | ----------------------- |
| (1) Гватемала (град) | Гватемала | 5.700.000  | 2010           | 26%                     |
| (2) Сан Салвадор     | Салвадор  | 2.415.217  | 2009           | 39%                     |
| (3) Манагва          | Никарагва | 1.918.000  | 2012           | 34%                     |
| (4) Тегусигалпа      | Хондурас  | 1.819.000  | 2010           | 24%                     |
| (5) Сан Педро Сула   | Хондурас  | 1.600.000  | 2010           | 21%+4                   |
| (6) Панама (град)    | Панама    | 1.400.000  | 2010           | 37%                     |
| (7) Сан Хосе         | Костарика | 1.275.000  | 2013           | 30%                     |

### Језици
Званични језик у већини земаља Централне Америке је шпански, осим у Белизеу, где је енглески званичан језик. Мајански језици чине породицу језика која обухвата око 26 међусобно сличних језика. Гватемала је 1966. године званично признала 21 од њих. Шинкански и гарифунски језици су такође присутни у Централној Америци.
| Језици у Централној Америци (2010) |           |            |           |                   |            |             |              |
| Бр.                                | Државе    | Популација | % шпански | % мајански језици | % енглески | % шинкански | % гарифунски |
| 1                                  | Гватемала | 17.284.000 | 64,7%     | 34,3%             | 0,0%       | 0,7%        | 0,3%         |
| 2                                  | Хондурас  | 8.447.000  | 97,1%     | 2,0%              | 0,0%       | 0,0%        | 0,9%         |
| 3                                  | Салвадор  | 6.108.000  | 99,0%     | 1,0%              | 0,0%       | 0,0%        | 0,0%         |
| 4                                  | Никарагва | 6.028.000  | 87,4%     | 7,1%              | 5,5%       | 0,0%        | 0,0%         |
| 5                                  | Костарика | 4.726.000  | 97,2%     | 1,8%              | 1,0%       | 0,0%        | 0,0%         |
| 6                                  | Панама    | 3.652.000  | 86,8%     | 9,2%              | 4,0%       | 0.0         | 0,0%         |
| 7                                  | Белизе    | 408.867    | 52,1%     | 8,9%              | 37,0%      | 0,0%        | 2,0%         |

### Етничке групе
Овај регион је веома богат у смислу етничких група. Већина становништва су мелези, са присутним популацијама Маја и белаца, укључујући народе Шинка и Гарифуна. Имиграција Арапа, Јевреја, Кинеза, Европљана допринела је повећању броја етничких група у овом подручју.
| Етничке групе у Централној Америци (2010) |            |                |         |                 |         |         |          |
| Држава                                    | Популација | % Староседеоци | % Белци | % Местици/Mixed | % Црнци | % Шинка | % Остали |
| Белизе                                    | 324.528    | 6,3%           | 5,0%    | 49,6%           | 32,0%   | 0,0%    | 4,1%     |
| Костарика                                 | 4.301.712  | 4,0%           | 65,8%   | 13,8%           | 7,2%    | 0,0%    | 9,0%     |
| Салвадор                                  | 6.340.889  | 1,0%           | 12,0%   | 86,0%           | 0,0%    | 0,0%    | 1,0%     |
| Гватемала                                 | 15.700.000 | 38,0%          | 18,5%   | 40,0%           | 1,0%    | 0,5%    | 2,0%     |
| Хондурас                                  | 8.143.564  | 6,0%           | 5,5%    | 82,0%           | 6,0%    | 0,0%    | 0,5%     |
| Никарагва                                 | 5.815.500  | 5,0%           | 17,0%   | 69,0%           | 9,0%    | 0,0%    | 0,0%     |
| Панама                                    | 3.474.562  | 6,0%           | 10,0%   | 65,0%           | 14,0%   | 0,0%    | 5,0%     |

### Религија
Доминантна религија у Централној Америци је хришћанство (95,6%). Почевши од шпанске колонизације у 16. веку, католицизам је постала најпопуларнија религија у региону до прве половине 20. века. Од 1960. године дошло је до пораста других хришћанских група, нарочито протестантизма, као и других верских организација и појединаца који се идентификују као нерелигиозни.
| Државе    | % Хришћанство (2013) | % Католицизам (2010) | % Протестантизам (2010) | % Нерелигиозни (2010) | % Остали (2010) | % Непознато (2010) |
| --------- | -------------------- | -------------------- | ----------------------- | --------------------- | --------------- | ------------------ |
| Белизе    | 74%                  | 30%                  | 41%                     | 15%                   | 10%             | 4%                 |
| Костарика | 86%                  | 69%                  | 17%                     | 11%                   | 3%              | 0%                 |
| Салвадор  | 85%                  | 46%                  | 29%                     | 24%                   | 1%              | 0%                 |
| Гватемала | 87%                  | 47%                  | 39%                     | 12%                   | 2%              | 0%                 |
| Хондурас  | 88%                  | 52%                  | 35%                     | 10%                   | 3%              | 0%                 |
| Никарагва | 84%                  | 58%                  | 23%                     | 13%                   | 4%              | 2%                 |
| Панама    | 91%                  | 70%                  | 21%                     | 6%                    | 3%              | 0%                 |